# Kanton Frontignan
Kanton Frontignan (francouzsky Canton de Frontignan) je francouzský kanton v departementu Hérault v regionu Languedoc-Roussillon. Tvoří ho šest obcí.

## Obce kantonu
- Balaruc-les-Bains
- Balaruc-le-Vieux
- Frontignan
- Mireval
- Vic-la-Gardiole
- Villeneuve-lès-Maguelone